# Ctenochares luteus
Ctenochares luteus är en stekelart som först beskrevs av Cameron 1906.  Ctenochares luteus ingår i släktet Ctenochares och familjen brokparasitsteklar. Inga underarter finns listade i Catalogue of Life.